# Telipogon boylei
Telipogon boylei är en orkidéart som först beskrevs av John T. Atwood, och fick sitt nu gällande namn av Norris Hagan Williams och Robert Louis Dressler. Telipogon boylei ingår i släktet Telipogon och familjen orkidéer. Inga underarter finns listade i Catalogue of Life.